# Yanji
Yanji (en xinès: 延吉市, pinyin: Yanjí shì, coreà: 옌지 시, transcripció: yenji si) és la capital de la prefectura autònoma de Yanbian a la província de Jilin (República Popular de la Xina). La seva àrea és de 1.332 km² i la seva població és de 400.000 habitants. A causa de la gran població coreana, ara hi ha una llei que diu que els avisos a la ciutat han de ser escrits en xinès amb una traducció al coreà.

## Administració
Yanji administra 9 pobles que es divideixen en: 6 subdistrictes i 3 poblats.
- Subdistricte Henan (河南街道 / 하남가도)
- Subdistricte Jiangong (建工街道 / 건공가도)
- Subdistricte Xinxing (新兴街道 / 신흥가도)
- Subdistricte Gongyuan (公园街道 / 공원가도)
- Subdistricte Chaoyang (朝阳街道 / 조양가도)
- Subdistricte Beishan (北山街道 / 북산가도)
- Poblat Yilan (依兰镇 / 이란진)
- Poblat Yilan (三道湾镇 / 삼도만진)
- Poblat Yilan Xiaoying (小营镇 / 소영진)

## Geografia
La ciutat de Yanji és una de les sis ciutats de la prefectura autònoma de Yanbian, situada a la part oriental de la província de Jilin, Xina. Les altres cinc ciutats són Hunchun, Dunhua, Longjing i Tumen, i la regió també té dos comtats, Antu i Wangqing.
La frontera xinesa-russa entorn de Yanji és una regió susceptible a terratrèmols, el més recent va ser al febrer de l'any 2010 i va registrar 6.5 en l'escala de Richter.

## Clima
Yanji té quatre estacions, el clima és continental humit, amb hiverns llargs i molt freds, els estius són humits. La primavera i la tardor constitueixen poca presència i les pluges són molt febles. La temperatura mitjana és de -13 °C a 22 °C de gener a juliol, amb una precipitació total anual de 530 mil·límetres, la majoria cau durant l'estiu. Té gran quantitat de llacs, rius i muntanyes.

## Aeroport
L'aeroport de la ciutat és el Yanji Chaoyangchuan (延吉朝阳川机场), és l'únic civil en tota la prefectura i se situa a 190 msnm. El 2011 es van moure més d'un milió de passatgers.